# Pichhola-See
Der Pichhola-See (Hindi पिछोला झील Picholā jhīl) ist ein von Menschenhand aufgestautes Gewässer bei der Stadt Udaipur im indischen Bundesstaat Rajasthan.

## Lage
Der Pichhola-See liegt am Westrand der Stadt Udaipur zu Füßen des Stadtpalastes (City Palace) der Maharanas von Udaipur in einer Höhe von ca. 590 m ü. d. M. Nach Norden ist er über den Swaroop Sagar mit dem Fateh-Sagar-See verbunden.

## Geschichte
Der See wurde bereits im Jahr 1362 durch den Bau eines Damms aus gestampfter Erde geschaffen. Möglicherweise in den Jahren 1568/9 gründete der vor den Truppen des Großmoguls Akbar I. aus Chittorgarh geflüchtete Maharana Udai Singh II. die nach ihm benannte Stadt Udaipur. Er soll auch für die aus Steinen bestehende Erneuerung und Erhöhung des Dammes verantwortlich gewesen sein, die jedoch in den folgenden Jahrhunderten immer wieder ausgebessert werden musste.

## Inseln
Im See befinden sich vier kleine Inseln: Jag Niwas mit dem Lake Palace (heute ein Hotel), Jag Mandir mit einem weiteren Sommerpalais, Mohan Mandir und Arsi Vilas.

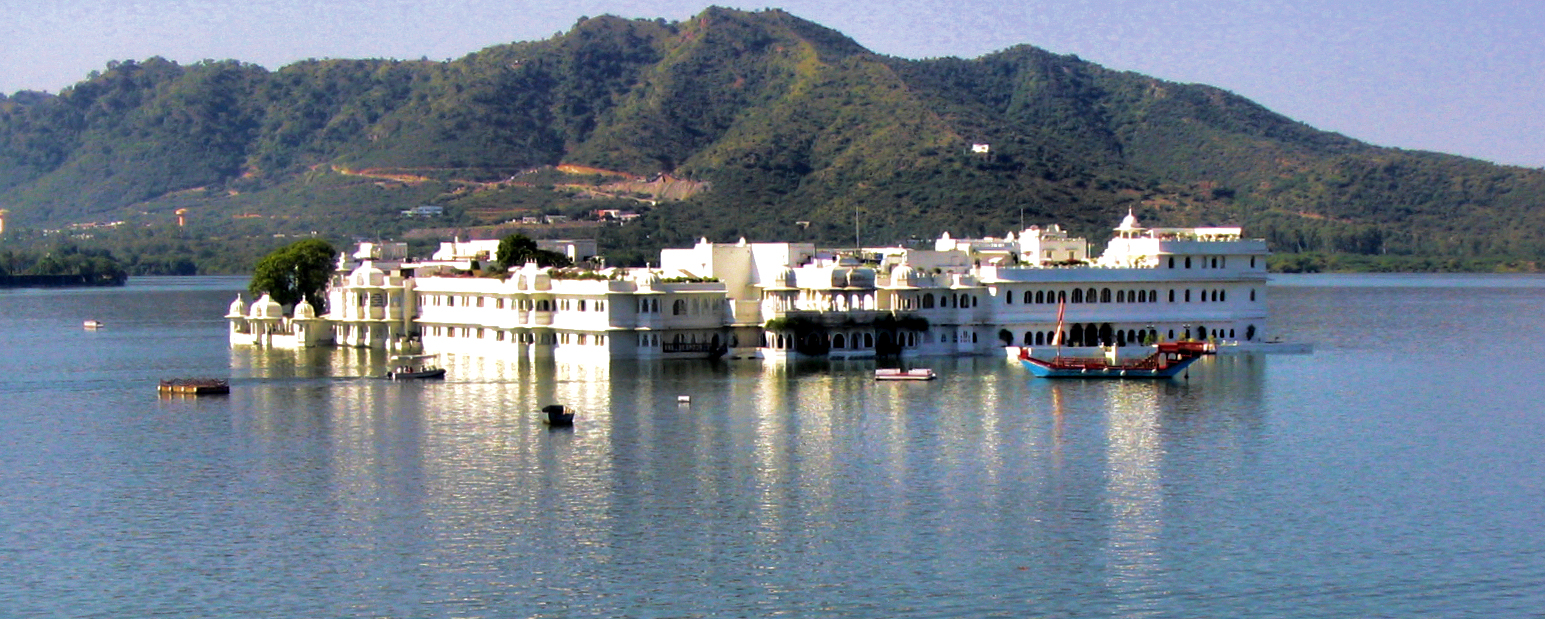
Jag Niwas Palace
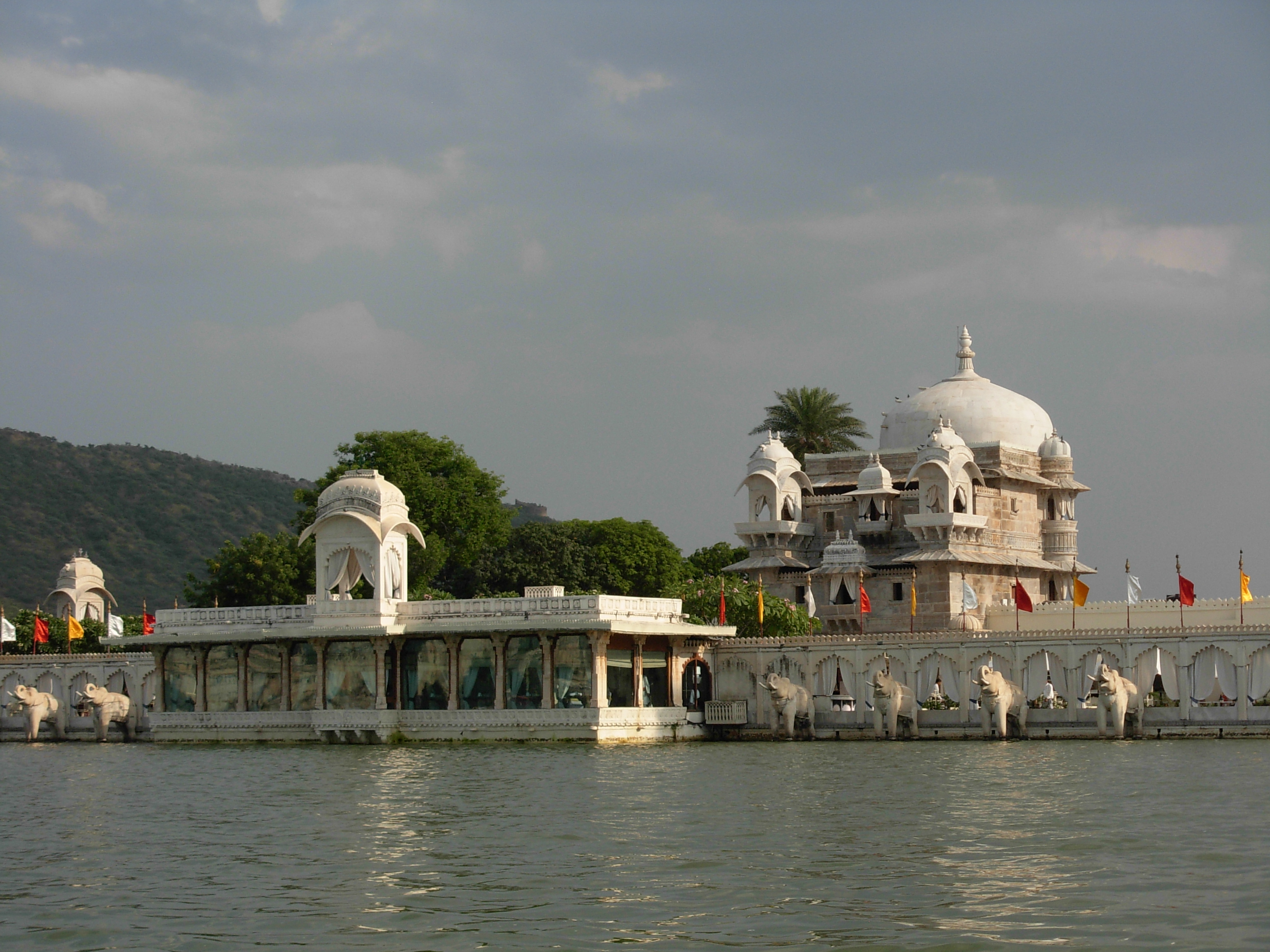
Jag Mandir Palace
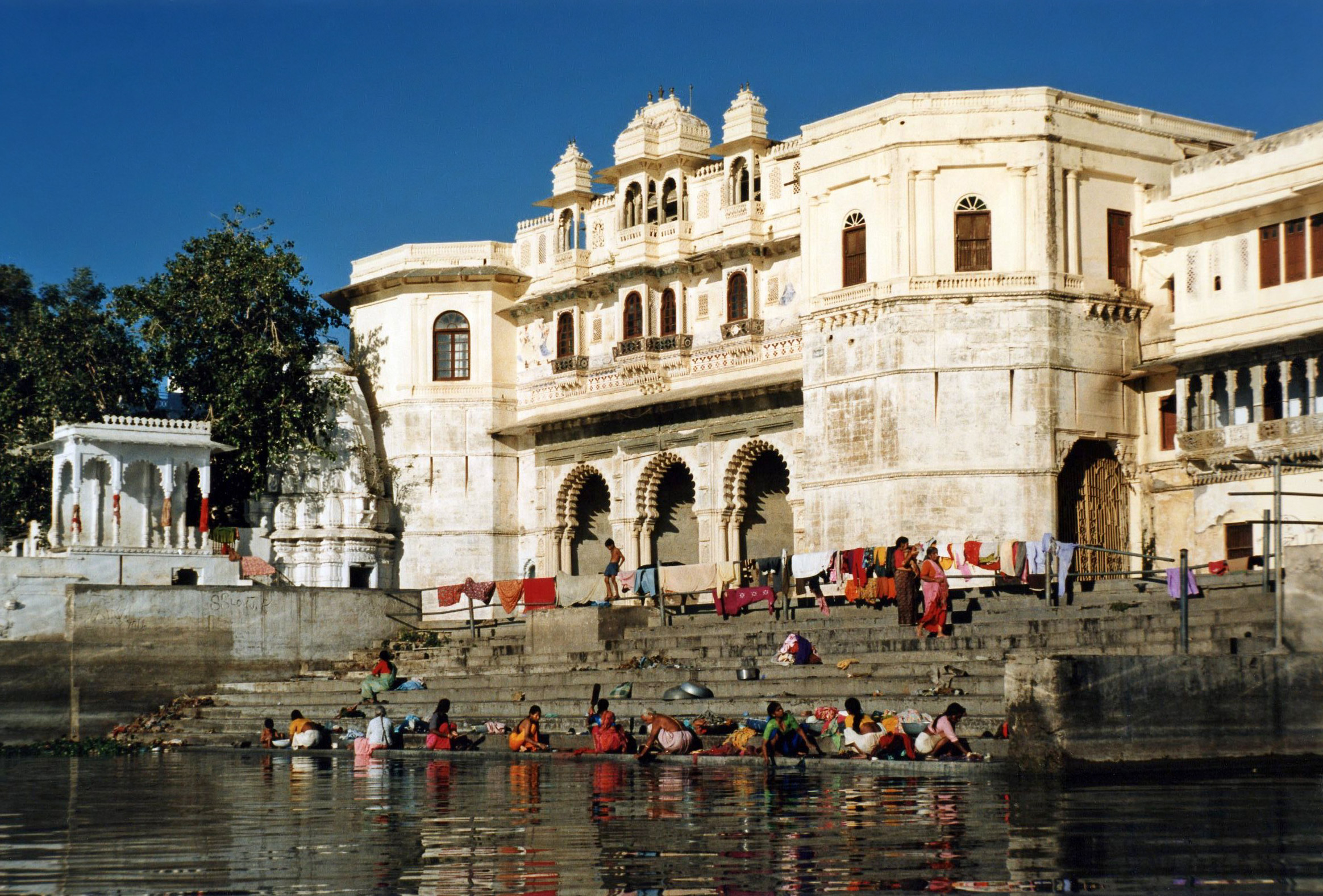
Gangaur Ghats

## Wasserqualität
Da der See nur während der Monsunzeit (Juli bis September) von Regenwasser und kleinen Bächen gespeist wird, unterliegt sein Wasserstand klimatisch bedingten Schwankungen. In den Jahren 1998 bis 2005 trocknete er wiederholt beinahe gänzlich aus. Außerdem werden immer noch ungereinigte Abwässer in den See geleitet, wodurch die Schadstoffkonzentration relativ hoch ist und nur von Wasserhyazinthen verkraftet werden konnte, die jedes Jahr aufs neue bekämpft werden. Fische und Wasservögel leben hier kaum noch.